# Kevin Rowland
Kevin Rowland (Wednesfield, 17 agosto 1953) è un cantante e musicista britannico.
È il frontman del gruppo musicale Dexys Midnight Runners, rinominato dal 2012 Dexys.

## Biografia
Nato a Wednesfield (Wolverhampton), ha origini irlandesi.
Il suo primo gruppo musicale si chiamava Lucy & the Lovers, mentre con la band chiamata The Killjoys è stato attivo nel periodo 1976-1978.
Nel 1978 ha fondato, insieme al chitarrista Kevin Archer, anche lui presente nei The Killjoys, il gruppo Dexys Midnight Runners a Birmingham. La band ha pubblicato tre album nel periodo 1980-1985 ed ha avuto il suo culmine di successo con il brano Come On Eileen, inciso nel 1982.
Nel 1986 i Dexys Midnight Runners si sono sciolti e fu così che Rowland incise un album solista dal titolo The Wanderer (Mercury Records), pubblicato nel 1988 e prodotto da Eumir Deodato.
Nel 1999 pubblica il suo secondo album da solista, ovvero My Beauty (Creation Records). Negli undici anni che separano le pubblicazioni dei due dischi l'artista ha problemi relativi alla droga. My Beauty contiene dodici cover, anche se Rowland ha riscritto molti dei testi per riflettere sulle sue battaglie contro l'abuso di sostanze. 
Nel 2003 ha riformato i Dexys Midnight Runners - con solo un altro membro originale, il bassista Pete Williams, che ha ricoperto il ruolo di co-vocalist di Rowland - e ha intrapreso un tour di ritorno accompagnato da una compilation dei più grandi successi che includeva due canzoni inedite, ossia Manhood e My Life in England.
Nel 2012 ha rilanciato i Dexys Midnight Runners con il nome "Dexys" e con un nuovo album dal titolo One Day I'm Going to Soar, accompagnato da un tour nel Regno Unito. Rowland si è sempre identificato fortemente con il suo background irlandese e nel 2016 i Dexys hanno pubblicato il loro quinto album, Let the Record Show: Dexys Do Irish and Country Soul, con interpretazioni di canzoni popolari irlandesi.
Nell'estate del 2020 ha pubblicato un nuovo video per la canzone Rag Doll, un promo con la partecipazione di suo nipote Roo. Nel settembre 2020 l'album My Beauty è stato ripubblicato dalla Cherry Red Records ed ha riscosso successo entrando nella classifica di vendite britannica.
Nel 2023 i Dexys pubblicano l'album The Feminine Divine.

## Discografia

### Album in studio
- 1988 - The Wanderer
- 1999 - My Beauty

### Singoli
- 1988 - Walk Away
- 1988 - Tonight
- 1988 - Young Man
- 1999 - Concrete and Clay